# Пристова
Пристова (словен. Pristova) — поселення в общині Добрна, Савинський регіон, Словенія. Висота над рівнем моря: 348,8 м. 